# 山梨県小瀬スポーツ公園
山梨県小瀬スポーツ公園（やまなしけんこせスポーツこうえん）は、山梨県甲府市小瀬町にある都市公園。県内のスポーツの拠点となっている。施設は山梨県が所有し、山梨県スポーツ協会が指定管理者として運営管理を行っている。

## 歴史
甲府市営の一般公園として1975年に開場。市営時代は普通の公園だったが、1986年に山梨県内で開催される国民体育大会（かいじ国体）について当初主会場になる予定だった山梨県営総合運動場（現在の甲府市緑が丘スポーツ公園）が施設の老朽化などによる問題が発生したため当公園を県営化した上で新たにスポーツ公園として整備することになり、急ピッチで陸上競技場、野球場、体育館などが建設され、1986年7月30日の夏季大会開幕に合わせ県営公園として再開場した。
公園内には山梨県における柔道の指導者・金辺八三郎の彰徳碑がある。金辺は岡山県出身で、東京で講道館に学び1897年（明治30年）に山梨県に来県して柔道の指導を行う。1922年（大正11年）に山梨県柔道有段者会が発足すると、1942年（昭和17年）まで会長を務めた。彰徳碑は甲府市の舞鶴城公園内の武徳殿前庭に建てられたが、後に移設された。

## 沿革
- 1975年（昭和50年） - 甲府市営公園として開園。
- 1981年（昭和56年） - かいじ国体の主会場に決定し、スポーツ公園としての整備を開始。
- 1985年（昭和60年） - 所有が甲府市から山梨県へ移管。
- 1986年（昭和61年） - かいじ国体夏季大会に合わせ開場。
- 1989年（平成元年） - 当公園の駐車場を使用しこうふ博'89が開催。
- 1994年（平成6年） - 野球場において初めてプロ野球のオープン戦が開催。
- 1996年（平成8年） - 武道館が竣工、全国高等学校総合体育大会が陸上競技場をメイン会場に開催。
- 1997年（平成9年） - 陸上競技場改修、夜間照明などを設置。
- 1999年（平成11年） - ヴァンフォーレ甲府がJリーグに参入し、陸上競技場がホームスタジアムとなる。
- 2000年（平成12年） - アイスアリーナが竣工、2001年国体のフィギュアスケート会場として開催。
- 2004年（平成16年） - クライミング場が竣工。
- 2005年（平成17年） - 陸上競技場改修、スタンドが増設される。アイスアリーナが2005年国体のフィギュアスケート会場として開催。
- 2006年（平成18年） - ヴァンフォーレ甲府のJ1昇格により県内で初めてのJトップリーグの試合が開催。野球場改修、夜間照明などを設置。
- 2007年（平成19年） - 野球場において初めて、県内においても35年ぶりとなる日本プロ野球の公式戦が開催。
- 2009年（平成21年） - 競技場のトラックを改修、電光掲示板の大型映像装置化を実施。
- 2011年（平成23年） - 競技場にネーミングライツを実施。「山梨中銀スタジアム」の愛称が使用される。
- 2014年（平成26年） - 野球場にネーミングライツを実施。「山日YBS球場」の愛称が使用される。
- 2021年（令和3年） - 競技場にネーミングライツを実施。「JIT リサイクルインク スタジアム」の愛称が使用される。

## 施設一覧

### 主な施設
独立項目のある施設を掲載。詳細は各項目を参照。
| 施設名         | ネーミングライツ名              | 使用チーム （太字はホームスタジアム）                                        | 備考                                               |
| -------------- | ------------------------------- | ---------------------------------------------------------------------------- | -------------------------------------------------- |
| 陸上競技場     | JIT リサイクルインク スタジアム | ヴァンフォーレ甲府（Jリーグ） サントリーサンゴリアス（ラグビートップリーグ） | 2011年3月から2021年2月までは「山梨中銀スタジアム」 |
| 野球場         | 山日YBS球場                     |                                                                              |                                                    |
| 体育館         |                                 | サントリーサンバーズ（V・プレミアリーグ） 山梨クィーンビーズ（WJBL）         |                                                    |
| 武道館         |                                 |                                                                              |                                                    |
| アイスアリーナ |                                 |                                                                              |                                                    |

### その他施設
補助競技場
- 日本陸上競技連盟第3種陸上競技場で全天候型ウレタン舗装（2009年にクレー舗装から改修）400m×6レーンを有する。
- 照明設備や観客席は無し。

水泳場
長水路（50m）9レーン、短水路（25m）7レーンの日本水泳連盟公認屋外水泳場。幼児用プールも備えている。
かいじ国体夏季大会のメイン会場であり、長水路の場所には1,324人収容のメインスタンドもある。
また、あだち充原作による映画「ラフ ROUGH」の競泳会場として登場している。
球技場
全面クレー舗装（130m×120m）であり、夜間照明設備はあるが観客席やスコアボードはない。
半面のみ貸し出しを行なっているため、ソフトボールなどを2試合同時開催することも可能である。
テニスコート
砂の上に人工芝を敷いたサンドフィルコート。
全部で16コートあり、うち6コートに夜間照明設備がついている。
クライミング場
高さ12ｍのメインウォール2面と練習ウォールがある。
なお、使用にあたり山梨県山岳連盟の使用許可認定証が必要になる。

### 建設が検討されている施設
総合球技場
- 陸上競技場の老朽化やJリーグクラブライセンス制度の問題、スケジュールによる各競技の使用割り当ての問題等から新たにサッカー、ラグビー、アメリカンフットボールの試合に対応した球技場の建設を計画している。2017年7月に第3駐車場に設置することが内定している。

## 交通アクセス

### 甲府駅から
南口バスターミナル3番のりばから山梨交通バス70系統「伊勢町経由 小瀬スポーツ公園」行きに乗車し、「小瀬スポーツ公園正門」、「陸上競技場入口」、「小瀬スポーツ公園」バス停で下車。
- Jリーグの試合日と県高校総体、プロ野球等開催時は臨時バスも運行される。（通常時所要時間20-30分ほど。天皇杯1回戦の際は運行されないので注意。）

### 南甲府駅から
タクシーで約10分。徒歩でもアクセス可能だが、所要時間は約40分である。
- 尚、南甲府駅から競技場付近まで行く路線バスはない。（ただし、南甲府駅から伊勢町営業所行きのバスに乗るか10分ほど歩き、伊勢小学校入口から70系統「小瀬スポーツ公園」行きに乗り換えれば行ける。なお、県高校総体開催時は、小瀬へ行く臨時バスが運行される。）
- 特急停車駅であるので静岡駅方面からの鉄道アクセスにおいては要となる。

### 甲斐住吉駅から
徒歩約30分。最寄り駅である。駅から競技場付近まで行く路線バスは70系統「小瀬スポーツ公園」行きがある。これに乗車し、「小瀬スポーツ公園正門」、「陸上競技場入口」、「小瀬スポーツ公園」バス停で下車する。一方駅付近のタクシー待ちは稀であるためほとんど止まっていないが、電話番号が入口付近に書いてあるため、電話で呼び出すことはできる。

### 中央道甲府南ICから
車で10分。公園内に駐車場はあるがJリーグの試合日や陸上競技の主要大会、野球場でプロ野球の公式戦が行なわれる場合は満杯になる可能性もある。天皇杯を除くJリーグの試合がある日は甲府市環境センター、西油川町公民館、市立甲府病院が臨時駐車場になる。

### その他
- 甲府駅および甲斐住吉駅からアクセスの際は「70系統 小瀬スポーツ公園」でなくても南甲府警察署停留所を通過する系統（60）であれば、公園まで徒歩15分ほどで行く事が出来る。また山城小学校停留所を通過する系統（75、76）に乗ってもいける。
  - これは小瀬がある山城地区は終点の場所が少ないことがあげられる。小瀬、、駿台、そして山城地区を抜ける、豊富、御所循環行き（出発は出発地点からいずれも甲府駅経由）の便のみなのと、すぐ南にある中道地区と上九一色北部地区はほとんどバスがないこと（中道地区は中央病院 - 豊富間と敷島営業所 - 御所循環間がある）が要因。
- また上記の南甲府警察署停留所には中央高速バス甲府線も停車する。ただし停車するのは甲府南IC経由の便だけであり、石和経由の便は経由しない。ただし甲府南経由は少数なので石和経由に乗った場合は甲府駅で60、70、75、76の各系統に乗るといける。各系統の最寄停留所は上記を参照。
  - 高速バスに関しても人口が少ない境川、八代、御坂を通るよりも人口が多い石和を通った方が利便性が高い。
- JR東日本中央本線・石和温泉駅からタクシーで25分。不便に感じられるが道路混雑が激しい甲府市街地を通らないため、Jリーグのナイトゲーム終了後に新宿方面への最終の特急電車に乗りたい場合はこちらの方が便利である。午後7時開催の場合は普通列車のみ接続可。また試合終了後に競技場周辺は混雑が予想されるため、事前にタクシー会社へ連絡することが望ましい。
- 2005年よりJリーグの試合終了後に新宿駅西口までの直行バスが運行される。ツアーバスのため事前に 山交トラベルサービス への予約が必要。なお、天皇杯の場合は運行されない。